# 梧木橋駅
梧木橋駅（オモッキョえき）は大韓民国ソウル特別市陽川区木1洞にある、ソウル交通公社5号線の駅である。駅番号は521。
副駅名は木洞運動場前。

## 歴史
- 1996年8月12日 - ソウル特別市都市鉄道公社（当時）5号線の駅として開業。
- 2017年5月31日 - ソウル特別市都市鉄道公社とソウルメトロが統合され、ソウル交通公社の駅となる。

## 駅構造

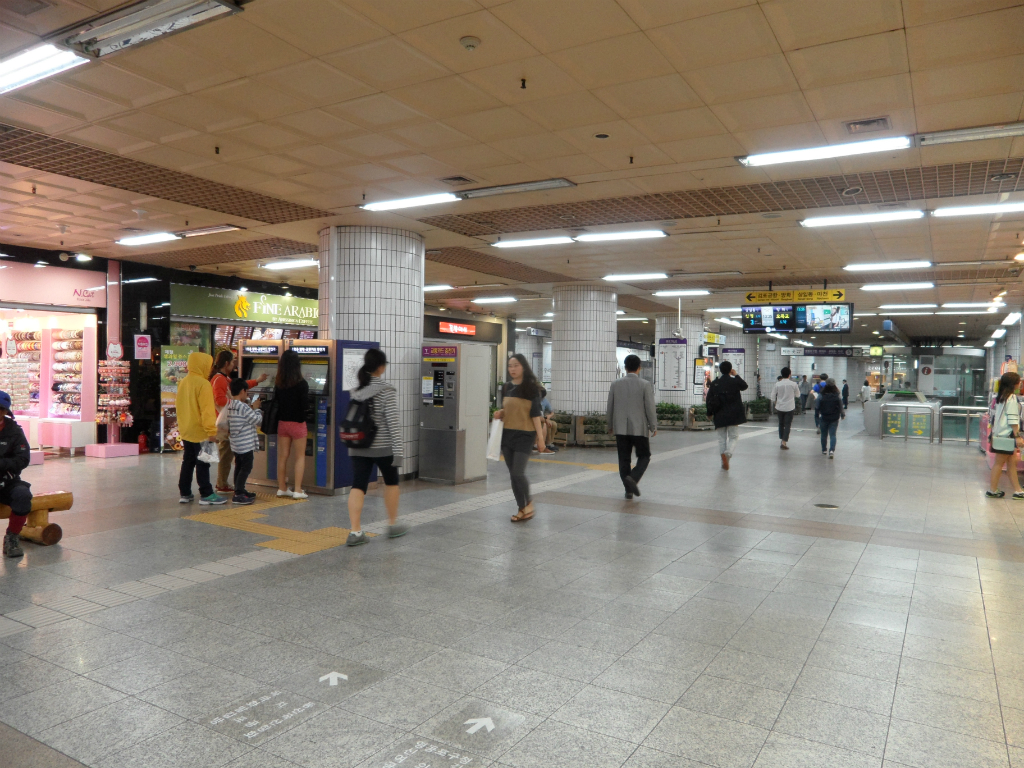
改札階

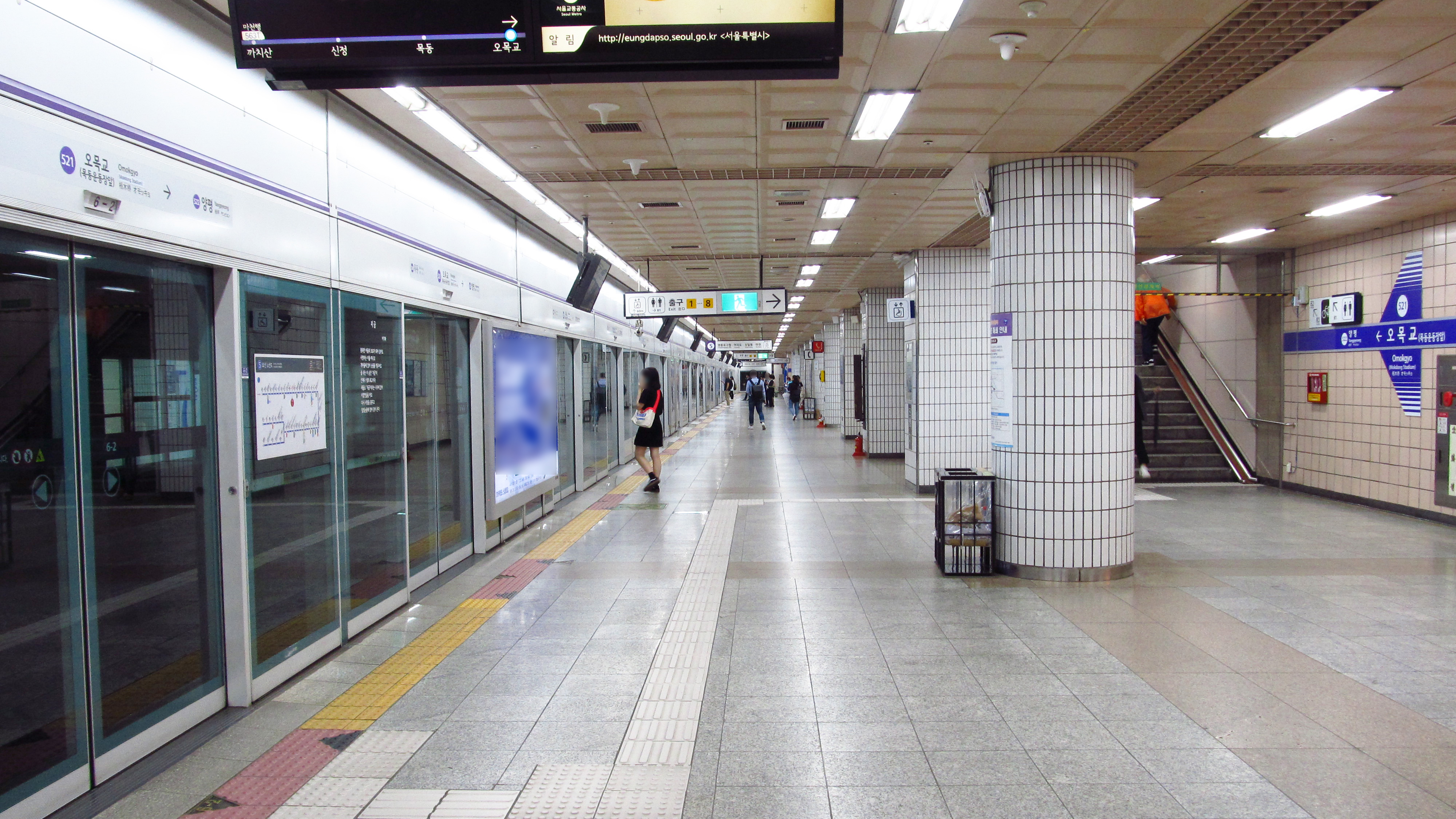
ホーム

相対式ホーム2面2線の地下駅。

### のりば
案内上ののりば番号は設定されていない。 
| 上り | 5号線 | カチ山・金浦空港・傍花方面                   |
| 下り | 5号線 | 汝矣島・光化門・上一洞・河南黔丹山・馬川方面 |

## 利用状況
近年の一日平均利用人員推移は下記のとおり。
| 路線  | 路線     | 2000年 | 2001年 | 2002年 | 2003年 | 2004年 | 2005年 | 2006年 | 2007年 | 2008年 | 2009年 | 出典  |
| ----- | -------- | ------ | ------ | ------ | ------ | ------ | ------ | ------ | ------ | ------ | ------ | ----- |
| 5号線 | 乗車人員 | 16,621 | 18,514 | 21,851 | 26,262 | 27,730 | 27,941 | 27,929 | 28,699 | 29,162 | 28,218 | [ 1 ] |
| 5号線 | 降車人員 | 15,075 | 17,077 | 20,493 | 25,277 | 27,244 | 28,053 | 28,060 | 29,007 | 29,710 | 29,300 | [ 1 ] |
| 5号線 | 乗降人員 | 31,696 | 35,591 | 42,344 | 51,540 | 54,975 | 55,994 | 55,988 | 57,706 | 58,872 | 57,518 | [ 1 ] |
| 路線  | 路線     | 2010年 | 2011年 | 2012年 | 2013年 | 2014年 | 2015年 | 2016年 |        |        |        | [ 1 ] |
| 5号線 | 乗車人員 | 28,150 | 28,304 | 28,068 | 27,789 | 26,935 | 26,124 | 25,203 |        |        |        | [ 1 ] |
| 5号線 | 降車人員 | 29,536 | 29,609 | 29,348 | 29,112 | 28,507 | 27,971 | 27,037 |        |        |        | [ 1 ] |
| 5号線 | 乗降人員 | 57,686 | 57,913 | 57,415 | 56,901 | 55,442 | 54,095 | 52,240 |        |        |        | [ 1 ] |

## 駅周辺
駅名は、漢江の支流である安陽川に架かる永登浦路の橋の名に由来している。駅が所在する木洞地区・新亭地区の安陽川左岸一帯は計画的な再開発が行われた地域で、駅周辺には大規模な高層住宅街が広がっている。また、都心部から移転してきた放送局や大規模商業施設、行政機関がある。
- ソウル出入国・外国人庁（朝鮮語版）（旧 ソウル出入国管理事務所)
- 教保文庫木洞店
- ヘンボッカン百貨店（朝鮮語版）
- SBS
- 基督教放送（CBS）
- 現代百貨店 木洞店
- ホームエバー（旧カルフール）木洞店
- 陽川消防署
- 梨大木洞病院（朝鮮語版）
- 木洞運動場（朝鮮語版）
- 木洞野球場
- 木洞アイスリンク（朝鮮語版）[2]
- 圓音放送
- パリ公園（朝鮮語版）

## 隣の駅
ソウル交通公社
 5号線
木洞駅 (520) - 梧木橋駅 (521) - 楊坪駅 (522)